# Yo-kai Watch: Enma Daiō to Itsutsu no Monogatari da Nyan!
Yo-kai Watch: Enma Daiō to Itsutsu no Monogatari da Nyan! (映画 妖怪ウォッチ エンマ大王と5つの物語だニャン!, Eiga Yōkai Wotchi Enma Daiō to Itsutsu no Monogatari da Nyan!, « Yo-kai Watch: Le seigneur Enma et les Cinq Histoires, Nyan ! ») un film d'animation japonais réalisé par Shigeharu Takahashi et Shinji Ushiro. C'est le deuxième film tiré de la franchise Yo-kai Watch, après Yo-kai Watch : Le Film sorti en 2014. Il a été publié le 19 décembre 2015,. Il a été suivi par Yo-kai Watch: Soratobu Kujira to Double no Sekai no Daibōken da Nyan!, sorti le 17 décembre 2016,,.

## Synopsis
Nathan, Whisper, Jibanyan , Ariane, USApyon et tous leurs amis Yo-kai se lancent dans cinq aventures uniques qui finissent toutes par être liées ensemble.